# Jaromír Chalupa
Jaromír Chalupa (* 12. května 1955 Ostrava) je český politik ČSSD, v letech 2006-2010 poslanec Parlamentu ČR za Moravskoslezský kraj.

## Biografie
Vystudoval gymnázium v Ostravě-Zábřehu a pak Vysokou školu báňskou v Ostravě (obor ekonomika a řízení průmyslu). Pracoval v podniku ve Vítkovicích na finanční odboru. Následně zde vystřídal několik postů jako finanční řízení zásob, vypořádání vztahů ke státnímu rozpočtu a podnikovým fondům, řízení účetnictví závodu, řízení organizace práce a aplikace norem ISO. Pracoval i v soukromém sektoru v oboru ekonomických analýz a rozborů a jako pojišťovací poradce a konzultant pro finanční trhy.
Je rozvedený, má dvě dcery.
Od roku 1997 je členem ČSSD. Byl členem výboru místní organizace ČSSD a v roce 2006 se uvádí jako předseda místní organizace strany. V komunálních volbách roku 2002 byl zvolen do zastupitelstva města Ostrava za ČSSD. Profesně se uvádí jako ekonom. Byl členem komise kultury a komise pro ekonomický rozvoj v radě města Ostravy. Zastával také post 1. náměstka primátora Ostravy, kdy měl na starost finance, rozpočet a majetkoprávní vztahy. Byl předsedou dozorčí rady Hotelu ATOM a členem dozorčí rady společnosti OZO Ostrava.
Ve volbách v roce 2006 byl zvolen do Poslanecké sněmovny za ČSSD (volební obvod Moravskoslezský kraj). Byl členem sněmovního Výboru pro vědu, vzdělání, kulturu, mládež a tělovýchovu a Výboru pro zdravotnictví, předsedal Podvýboru po ekonomiku ve zdravotnictví, zdravotní pojištění a lékovou politiku. Ve Poslanecké sněmovně setrval do voleb roku 2010.
V roce 2004 upozornilo sdružení bezkorupce.cz, že Jaromír Chalupa se dvakrát zúčastnil semináře Deutsche Bank v rakouských Alpách, přičemž tuto banku později město vybralo coby hlavního manažera městských obligací za tři miliardy korun. Chalupa tehdy zasedal ve výběrové komisi města. Politik se obhajoval tím, že působil jako jen jeden z devíti členů výběrové komise a že semináře v Alpách byly nutné pro seznámení se problematikou. V roce 2007 v rozhovoru pro Mladou frontu DNES nevyloučil, že bude hlasovat v nadcházející prezidentské volbě pro Václava Klause. Poté, co informaci zmíněný deník publikoval, se ale ohradil, že to je jen jeho názor a že bude respektovat rozhodnutí strany.